# Gesetz No. 14.040 vom 20. Oktober 1971
Das uruguayische Gesetz No. 14.040 vom 20. Oktober 1971 regelt eine Verbesserung des nationalen Denkmalschutzes durch Schaffung der Comisión del Patrimonio Histórico, Artítsico y Cultural de la Nación. Ihre Aufgabe ist, die unter Denkmalschutz zu stellenden Monumentos Históricos vorzuschlagen und den in diesem Zusammenhang notwendigen Erwerb der Grundstücke und dessen Finanzierung zu planen. Die Kommission dient als beratendes Gremium der zuständigen Regierungsstellen.
Artikel 5 des Gesetzes definiert, welche Gebäude als Monumentos Históricos einzustufen sind. Dies sollen zum einen diejenigen Bauwerke sein, die mit der uruguayischen Geschichte in enger Verbindung stehen oder im Zusammenhang zu national besonders repräsentativen Kulturepochen und diese prägenden Personen stehen.
Untersagt sind bauliche Veränderungen, wenn der Gesamteindruck hinsichtlich dieser Gebäude verändert wird, sowie dem Sinn und Zweck des Gesetzes zuwiderlaufende Nutzungen. Das Gesetz enthält eine Erhaltungs- und Ausbesserungspflicht unter staatlicher Kostenbeteiligung bis hin zur hälftigen Kostenübernahme. Gleichzeitig legt Artikel 12 fest, dass der Staat zur Überwachung der Maßnahmen berechtigt ist und gegebenenfalls das Objekt ankaufen oder enteignen kann.

## Quelle
- Beiträge zur Stadtgeographie von Montevideo, herausgegeben von Günter Mertins, 1987, S. 157f